# بيتر سي. براونيل
بيتر سي. براونيل هو سياسي أمريكي، ولد في 1948 في نيويورك في الولايات المتحدة. انتخب عمدة برلينغتون, فيرمونت ‏ (1993 – 1995).